# Jimmy Villotti
(Francesco Guccini, parlando di Jimmy Villotti)
Jimmy Villotti, nome d'arte di Marco Villotti (Budrio, 14 febbraio 1944 – Bologna, 6 dicembre 2023), è stato un musicista italiano.

## Biografia
Studia giovanissimo pianoforte e chitarra. Nel 1963 viene chiamato dai Meteors, insieme ai quali inciderà due LP pubblicati dalla RCA Italiana e con cui accompagnerà nelle serate Gianni Morandi. Suona poi con altri gruppi beat, tra cui i forlivesi I Baci, con il futuro bassista di Vasco Rossi, Claudio Golinelli, e il futuro batterista di Ivan Graziani, Gilberto Rossi, soprannominato "Attila" (ex componente del gruppo di Fred Bongusto).
Negli anni settanta forma con Fio Zanotti il gruppo di Rock progressivo Jimmy M.E.C., che pubblica un 45 giri per la Fonit Cetra, e comincia a collaborare come session man con artisti di rilievo, come Augusto Martelli (1974), Andrea Mingardi (1977).
Nel 1978 compone l'opera rock Giulio Cesare, con trenta elementi d'orchestra, numerosi coristi e cantanti. Negli anni seguenti produce l'album Pesissimo! degli Skiantos (1980) e Marginal Tango di Flaco Biondini e si dedica alle collaborazioni con artisti di successo: Lucio Dalla (1977), Francesco Guccini (1979), Claudio Lolli, Sergio Endrigo, Ornella Vanoni, Luca Carboni, Gianni Morandi (1981 - 1984), Stadio (1982 - suo è l'intro di chitarra classica nel celebre brano Grande figlio di puttana) e Paolo Conte (1981 - 1991). Quest'ultimo gli dedica una nota canzone:
(Jimmy, ballando, Paolo Conte)
Dopo una vita da turnista Jimmy decide di dedicarsi alla sua vera passione, il jazz, immergendosi quotidianamente nello studio e dedicandosi alla sperimentazione. Fra i suoi punti di riferimento vi sono Steve Grossman, Tony Castellano, George Coleman, Al Bacon e René Thomas. Nonostante questo, sono singolari i suoi album: fra i primi Jimmy Villotti (1993) - che contiene l'originale e in parte autobiografica Drin drin e Si fidi ci ho il fez (1994), dove il jazz è mescolato ad un pop di facile ascolto e testi ironici, cantati dallo stesso Villotti. Negli ultimi anni il suo estro creativo lo porta verso la scrittura, dedicata al racconto romanzato di sé e della sua Bologna. Scrive per Gianni Morandi l'intensa Io sono un treno, sulla vita dei musicisti in viaggio continuo.
Le sue ultime opere musicali (come Naturalmente imperfetto del 2002) sono segnate da un certo disimpegno e uno stile che poco hanno a che vedere con il jazz. Nel 2008 vince la terza edizione del premio I suoni della Canzone, istituito dal Club Tenco di Sanremo quale riconoscimento ai musicisti che collaborano o hanno collaborato con i grandi nomi della canzone italiana, e consegnato durante l'annuale rassegna della canzone d'autore. Nel 2019 Jimmy Villotti scrive Onyricana pubblicato dalla casa editrice Calamaro Edizioni. Nel libro il musicista bolognese racconta senza paura il suo mondo nascosto, frutto del suo immaginario che arriva dall'inconscio, dai suoi sogni. La copertina del libro è stata disegnata da Paolo Conte e contiene l'introduzione di Francesco Guccini.
Per oltre vent'anni è stato il direttore artistico di Selva in Jazz, festival jazz e swing che svolge annualmente a Selva Malvezzi, borgo mediovale nel comune di Molinella (BO).
L'ultima esibizione è stata il 18 novembre 2023 alle "Torri dell'acqua" a Budrio, sua città natale.

## Discografia
- Giulio Cesare. Musica per un generale da palcoscenico, Centotre - CNR 26602 (1978)
- Jimtonic - Assist, ZPLAS 34215 (1988)
- Jimmy Villotti - Polygram Mercury (1993)
- Si fidi ci ho il fez - Polygram Mercury (1995)
- Solo difficoltà, Nessun dubbio - Poligram Mercury (1997)
- Rigorosamente grezzo - l'Alternativa (1999)
- Naturalmente imperfetto - Nun Entertainment (2002)
- In memoria di David Lazzaretti - (solo piano, 2004)
- Optional? musica Soul Jazz in trio - (2004)

## Opere
- AA.VV., Enciclopedia del rock italiano, a cura di Gianluca Testani, Arcana Editrice, 2006, ISBN 88-7966-422-0.
- Diario à la cocque - Andromeda (1987)
- Stoccate, ferite e resoconti - Andromeda (1989)
- Gli sbudellati. Tra la via Emilia e il jazz - Sperling & Kupfer (1994)
- Il decalogo del mio viver bene - Arcadia (1999)
- Oringhen. Frammenti di notti bolognesi - Tipografia Nettuno (2000)
- La penultima donna - Pendragon (2003)
- Va' con Dio - Aliberti editore (2006)
- Onyricana - Calamaro Edizioni (2019)

## Pagine collegate
- Selva in Jazz